# Martin Gjoka
Martin Gjoka (født 20. april 1890 i Bar, Montenegro - død 3. februar 1940 i Shkodra, Albanien) var en albansk komponist, lærer, dirigent, fløjtenist, violinist og pianist. 
Gjoka studerede komposition i Shkodra og senere i Salzburg. Han har skrevet en symfoni, orkesterværker, korværker, vokalværker etc. Arbejdede som lærer på mange musikskoler i Albanien og dirigerede mange kor og orkestre, nogle som han selv grundlagde. Han hører til de vigtige albanske komponister og en af de første af betydning. Gojka arbejde ihærdigt for at skabe musikkonservatorier i Albanien.

## Udvalgte værker
- Symfoni (i to satser) "Blomsterne på Skanderbegs grav" (1922) - for orkester